# 主婦偵探社Salon de Holmes
《主婦偵探社Salon de Holmes》（韓語：살롱 드 홈즈）是韓國ENA自2025年6月16日起播出的月火連續劇，由帶領《新兵》電視劇系列走向成功的閔鎮基導演和《我男人的秘密》金妍信編劇，李施昤、鄭英珠、金多順和南基愛主演。台灣由愛奇藝播出。
2025年7月16日，Artist Company確定將製作第2季，並繼續由閔鎮基執導，預計於2026年播映。

## 劇情概要
該劇以光善公共住宅為背景，是一部搞笑的女性動作劇，講述了四位擁有一流推理能力的女性，一位是前王牌偵探，一位是保險大王，一位是打工女王，她們作為問題解決者聚集在住宅區裡，懲罰公寓惡棍的故事。

## 演員陣容

### 主要人物
- 李施昤 飾演 孔美里，38歲，光善公共住宅公寓的「名偵探福爾摩斯」。[5]
- 鄭英珠 飾演 秋慶子，45歲，光善公共住宅公寓的「女版馬東錫」，前王牌警探。[5]
- 金多順 飾演 朴素熙，27歲，光善公共住宅公寓的「打工女王」，騎著摩托車在光山公營住宅區四處收集情報。[5]
- 南基愛 飾演 全智賢，54歲，光善公共住宅公寓的「大樹森林」，前“保險女王”，現在是光山超市的老闆。[5]

### 其他人物
- 李秀智 飾演 朴秀智，孔美里的嫂子，前柔道運動員。[6]
- 吳代煥 飾演 盧康植，秋慶子的丈夫。[6]
- 鄭尚勳 飾演 朴勝浩，孔美里的丈夫，光善洞健身房的教練。[6]
- 施賢 飾演 盧允美，秋慶子的女兒。
- 姜智宇 飾演 朴賢智，孔美里的女兒。
- 李在均 飾演 金光圭，保安[7]
- 張宰昊 飾演 泰勳，光善公共住宅公寓婦女會長的兒子，畢業於名門大學經濟系，現正準備行政考試的模範生，是社區裡的暖男代表。[8]
- 朴智雅 飾演 婦女會會長。

### 特別出演
- 金今順[9]
- 李智勛
- 李尚津 飾演 搬家工人[10]
- 許廷恩 飾演 年少時期的美里[11]
- 金民浩[10]
- 金峻鉉 飾演 吳福泰，擾亂光善公共住宅公寓停車秩序的「停車惡棍」。[12][13]
- 玟熙 飾演 福泰的女友[13]
- 禹岡旻
- 吳義植
- 朴藝妮
- 金賢奎[10]
- 金希修[10]
- 李忠求[10]
- 韓尚進[14]

## 收視率
《主婦偵探社Salon de Holmes》於2025年6月16日在韓國有線電視ENA開播，首集取得1.3%的收視率，低於前一檔《你的味道》的開播收視（1.6%）與最終回收視（3.8%）。最終回第10集創下自身最高收視3.6%、分段收視最高達4.5%，並曾連續3集、連續3週收視上漲。與同期同日播映的戲劇相比，本劇收視低於同屬有線電視的tvN月火劇《拜託戒酒吧》及《牽牛和仙女》。
| 季數 | 季數 | 每季集數 | 每季集數 | 每季集數 | 每季集數 | 每季集數 | 每季集數 | 每季集數 | 每季集數 | 每季集數 | 每季集數 |
| 季數 | 季數 | 1        | 2        | 3        | 4        | 5        | 6        | 7        | 8        | 9        | 10       |
| ---- | ---- | -------- | -------- | -------- | -------- | -------- | -------- | -------- | -------- | -------- | -------- |
|      | 1    | 378      | 533      | 484      | 623      | 647      | 778      | 683      | 757      | 761      | 816      |

| 集數 | 播出日期      | 尼爾森全國收視率 | 尼爾森全國收視率 | 尼爾森首都圈收視率 | 尼爾森首都圈收視率 |
| 集數 | 播出日期      | 家庭戶比例       | 人數（百萬）     | 家庭戶比例         | 人數（百萬）       |
| ---- | ------------- | ---------------- | ---------------- | ------------------ | ------------------ |
| 1    | 2025年6月16日 | 1.324%           | 0.378            | 1.152%             | 0.158              |
| 2    | 2025年6月17日 | 2.193%           | 0.533            | 2.173%             | 0.225              |
| 3    | 2025年6月23日 | 2.007%           | 0.484            | 2.117%             | 0.242              |
| 4    | 2025年6月24日 | 2.518%           | 0.623            | 2.237%             | 0.268              |
| 5    | 2025年6月30日 | 2.566%           | 0.647            | 2.630%             | 0.309              |
| 6    | 2025年7月1日  | 3.447%           | 0.778            | 3.289%             | 0.351              |
| 7    | 2025年7月7日  | 2.701%           | 0.683            | 2.790%             | 0.335              |
| 8    | 2025年7月8日  | 3.274%           | 0.757            | 3.198%             | 0.354              |
| 9    | 2025年7月14日 | 3.178%           | 0.761            | 3.174%             | 0.377              |
| 10   | 2025年7月15日 | 3.627%           | 0.816            | 3.342%             | 0.376              |

## 外部鏈接
- 官方网站 
- Daum上《主婦偵探社Salon de Holmes》的資料
- 豆瓣电影上《主婦偵探社Salon de Holmes》的資料 （简体中文）
- 《主婦偵探社Salon de Holmes》在HanCinema的页面（英文）

| ENA 月火劇                               | ENA 月火劇                                                | ENA 月火劇 |
| ---------------------------------------- | --------------------------------------------------------- | ---------- |
|                                          | 主婦偵探社Salon de Holmes （2025年6月16日—2025年7月15日） |            |
| 你的味道 （2025年5月12日—2025年6月10日） | 退貨兒童 （2025年7月21日—2025年8月12日）                  |            |